# Побуњене читатељке
Побуњене читатељке су феминистичка књижевна иницијатива основана у Србији, која окупља жене заинтересоване за критичко читање, разговор о књижевности и промишљање друштвених питања кроз призму феминизма. 

## Историјат
Појам „побуњене читатељке“ настао је у контексту савремене феминистичке критике и теорије читања. Иако нема једног ауторског извора, термин се често повезује са радовима аутора као што су Вирџинија Вулф, Хелен Сиксу, Џудит Батлер и Бел Хукс, које су писале о важности женског гласа, читања и писања као облика отпора.
Иницијатива је покренута 2016. године у Београду и започела је преко онлајн платформе Буквица.нет (Bookvica.net) а потом и кроз серију јавних читања, дискусија и радионица као одговор на недостатак простора за женско искуство у јавном и културном дискурсу. Група је препозната по својим јавним читањима, радионицама, наградама и активностима усмереним ка оснаживању жена и девојчица кроз литературу. Прве активности биле су неформалне читаонице и дискусије о књигама које третирају теме родне равноправности, женског тела, сексуалности и отпора патријархату. Током година, „Побуњене читатељке“ су се прошириле ван Београда, организујући догађаје и у другим градовима Србије и региона.

## Оснивачи
Пројекат је инспирисан сличним иницијативама у свету, попут „Rebel Readers“ и „Feminist Book Club“. Иницијативу Побуњене читатељке на интернет платформи Буквица (Bookvica) су покренуле:
- Ана  Вујанић – књижевна теоретичарка и  активисткиња
- Јелена Вујовић – феминистичка критичарка и уредница
- Милица Јевтић – културна радница и организаторка

Оне су удружиле своје знање и искуство како би створиле простор за женско читање и писање, ван академских и институционалних оквира.

## Циљ и вредности
Основни циљ иницијативе Побуњене читатељке  је:
- Преиспитивање доминантног књижевног канона кроз родну перспективу.
- Подстицање читања дела жена ауторки, нарочито оних које су маргинализоване или заборављене.
- Организовање јавних дискусија, књижевних вечери и радионица.
- Повезивање читатељки и стварање заједнице критичког читања.
- Оснаживање жена кроз књижевност.
- Промоција феминистичке критике и читања.
- Стварање сигурног простора за размену искустава.

Вредности које „Побуњене читатељке“ негују укључују:
- Интерсекционални феминизам
- Антифашизам
- Антикапитализам
- Солидарност и хоризонталну организацију

## Активности
- Јавна читања – тематска окупљања уз читање и  дискусију о књигама, критичко читање и анализа књижевности из региона и света, организовање јавних разговора и промоција феминистичке књижевности.[2]
- Подкаст – „Зашто мушкарци не читају жене?“[3]
- Радионице – књижевне критике у оквиру пројекта Млада Европа чита, едукативне сесије о феминистичкој теорији, писању и активизму.[4]
- Књижевне вечери – представљање ауторки и њихових дела.
- Онлајн кампање – подизање свести о родној неравноправности и културним питањима, платформа Буквица.нет (Bookvica.net) за објављивање текстова, есеја и препорука.

## Награда Штефица Цвек
Од 2020. године, „Побуњене читатељке“ додељују Награду Штефица Цвек за најбољу књигу написану од стране жене, која се истиче феминистичким приступом, иновативношћу и друштвеном релевантношћу.
Циљ награде је афирмација феминистичког и квир стваралаштва.
Kарактеристике награде:
- Не такмичарска, већ афирмативна
- Фокус на прозне књиге објављене у БХСЦГ говорном подручју
- Прикупљање препо
- рука од преко 50 културних радница и радника
- Промоција аутора који померају границе књижевности

Награда носи име по јунакињи из романа „Штефица Цвек у раљама живота“ Дубравке Угрешић, као симбол отпора, хумора и женске снаге.

## Мини побуњене читатељке
„Мини побуњене читатељке“ је програм на платформи Мини Буквица (Mini Bookvica) и уживо намењен девојчицама узраста од 8 до 14 година. Циљ програма је:
- Развијање критичког мишљења
- Упознавање са књижевношћу из перспективе девојчица
- Подстицање самопоуздања и креативности

Програм укључује читања, креативне радионице и разговоре о темама као што су пријатељство, тело, емоције и отпор.

## Спољне везе
- Mini Bookvica - Portal za književnost za decu i mlade
- Naslovna - Bookvica.net
- Objave - pobunjne čitateljke